# زاوية الحمامي
زاوية الحمامي أو زاوية معالة هي إحدى الزوايا في الجزائر الواقعة في بلدية معالة بدائرة الأخضرية ضمن ولاية البويرة، والتابعة لمنهاج الطريقة الرحمانية في الجزائر.

## المؤسس
هو الشيخ «عبد القادر قاديري» الذي كان مقدما في الطريقة الرحمانية في منطقة جنوب جبال الخشنة وجبل بوزقزة.
وقد وُلِدَ خلال عام 1846م لينتقل إلى منطقة «شرفة الحمام» في معالة حوالي عام 1874م طالبا من الأهالي السماح له بالبقاء معهم مقابل تعليم أبنائهم القراءة والكتابة ويشرح لهم أمور دينهم بل وليقوم مقام القاضي بينهم على أن تتكفل العائلات بإطعامه مما يطعمون يوميا وكانت هذه السنة الحميدة معمول بها في القرى والمداشر في منطقة القبائل.
ولم يكن أحد من الناس يعرف شيئا عن الشيخ سوى ماكان يبوح به لأقرب المقربين إليه سوى أنه كان طالبا في «زاوية الرابطة» التي بقي فيها سنوات عديدة قبل أن يرحل إلى «زاوية سيدي أعمر الشريف» بسيدي داود قرب دلس، وأن شيخه «الشريف» أجازه ودعاه للالتحاق بإحدى القرى لتعليم الناس وتوجيههم، وهذا سر التحاقه بأهل «شرفة الحمام» بدوار معالة ما دامت الجهة كانت تفتقر إلى شيخ يتولى هذه المهمة.
وبدأ الشيخ مهمته في كوخ بسيط هيأه الأهالي ليكون جامعا للصلوات الخمسة وكُتَّابًا يتعلم فيه الصغار، ومَبِيتًا للشيخ في الليل.
وكان الكبار والطلبة الصغار يجتمعون في مجلسه خلال المساء بعد صلاة العصر للاستماع إلى دروسه في الفقه وأصول الدين بأسلوب جميل خلاب لايمل من سماعه المستمع إليه، وقبل أن يقوم القوم بعد انتهاء الدرس يسارع إلى تقبيل الحاضرين المستمعين لدروسه حتى وإن كانوا من طلبته.
فعمت شهرته منطقة القبائل حتى عادت معالة تعرف باسمه وصار يشبه الشجرة التي ترمز إلى كل الغابة.
وبعد مدة انتقل «الشيخ عبد القادر القاديري الحمامي» خلال عام 1880م إلى حوالي 1 كلم عن «شرفة الحمام» غربا إلى سفح الجبل المقابل للقرية، ثم أسس جامعا التحق به العديد من الطلبة الذين بنوا بالجوار مساكن لهم وراحوا يتلقون العلوم على يد الشيخ الذي كان إصراره على النجاح في مهمته أقوى من كل الصعاب، وحفر الطلبة بئرا وأعدوا مخبزة تقليدية، وكان الطلبة يديرون شؤونهم بالتناوب.
وكان الشيخ معروفا بزهده وورعه وسعة صدره وهو لم يتجاوز 30 عاما من العمر حينذاك، كما كان يستمع لانشغالات الناس ويسعى لحل مشاكلهم بالتي هي أحسن حتى صار الناس يحكمونه في أمورهم بدلا من القضاء.
توفي «الشيخ عبد القادر القاديري الحمامي» سنة 1934م عن عمر يناهز 88 سنة بعد أن تخرج على يده الكثير من طلاب العلم أبرزهم الشيخ إبراهيم بوسحاقي والشهيد سي عمر مصباحي والشيخ سي موح الرابطي الذي تكفل بالاشراف على الإمامة والخطابة بجامع الشيخ بالأخضرية منذ 1982م إلى غاية 2003م حين صارت قواه لا تؤهله للقيام بمهامه.
تزوج الشيخأول مرة من «دوار بني خلفون»، وأنجب منها ابنا وبنتا بعد أن طلقها، وهما ابنه البكر «الشيخ محمد» الذي توفي في حياة أبيه، وبنتا تزوجت ثم طلقت ومن يومها اعتكفت على العبادة حتى وافتها المنية.
اما زوجته الثانية فكانت من «دشرة شرفة الحمام» وهي بنت «الشيخ محمد غزال»، وقد أنجبت منه ستة (6) أبناء وبنت وهم:
- الشيخ أحمد الحمامي،
- الشيخ عبد الرحمان الحمامي،
- الشيخ محمد الحمامي،
- الشيخ عمر الحمامي،
- الشيخ عبد اللطيف الحمامي،
- الشيخ عبد العزيز الحمامي
- أما أختهم فلم يكتب لها الزواج حيث قضت حياتها ناسكة متعبدة إلى أن وافتها المنية.

ومن المساجد التي بناها «الشيخ عبد القادر القاديري الحمامي» نجد «مسجد العقيبة» ببلدية بلوزداد في مدينة الجزائر حوالي عام 1928م.
كما بنى مسجدا موجودا في زاويته، والذي هُجِر سابقا من المصلين، وتجري الأشغال لإعادة هذا الصرح إلى ما كان عليه.
كما تم بناء «جامع الشيخ الحمامي» في مدينة الأخضرية والذي بناه ابنه «الشيخ أحمد الحمامي» حوالي عام 1941م بعد أن اشترى قطعة الأرض من مستوطنة فرنسية.

## الإجازة الرحمانية
تلقى الشيخ «عبد القادر الحمامي» إجازته في «زاوية الحداد» بصدوق في بجاية من طرف الشيخ الحداد قبل وفاة هذا الأخير بتاريخ 29 أفريل 1873م.
وصار بذلك «مُقَدَّمًا للطريقة الرحمانية» ضمن مجموعة «المقاديم الرحمانيين» الذين من بينهم الشيخ علي بوسحاقي.

## المعمار
كانت زاوية الحمامي في عهد مؤسسها الشيخ «عبد القادر الحمامي» مبنية جدرانها بالطوب.
وفي عهد ابنه الشيخ «محمد الحمامي» أجريت عليها بعض الترميمات والتعديلات على النمط الحديث.

## المرافق
تضم زاوية معالة حاليا عدّة مرافق، أهمّها:
1. مسجد القرآن.
2. مسجد الصلاة.
3. مسجد الدروس.
4. بيوت الطلبة.
5. مخازن الحبوب.
6. مخازن الزيوت.
7. قاعات الإطعام.
8. سكنات لإقامة الزائرين.
9. مسكن شيخ الزاوية.

## عدد الطلبة
كان الطلبة الذين يدرسون في زاوية الحمامي يتراوح عددهم ما بين 600 إلى 800 طالب في عهد المؤسس الشيخ عبد القادر الحمامي.
ومعظم شيوخ الزوايا القريبة منها درسوا بها، ومنهم:
1. شيخ «زاوية سيدي سالم» ببودواو،
2. وشيخ «زاوية سيدي خالد» بعين بسام[5]،
3. وشيخ «زاوية سيدي خير الدين» بالأربعاء[6]،
4. وشيخ «زاوية الغبارنة» بخميس الخشنة.[7]

ولقد كانت الزاوية صرحا شامخا ومنارا يرجع إليه أهل القرية لحل قضاياهم العالقة خصوصا فيما يتعلق بإصلاح ذات البين.

## النضال الاستقلالي الوطني
كانت «زاوية شرفة الحمام» في معالة أحد معاقل الحركة الوطنية الجزائرية داخل منطقة القبائل.
وقد تم توقيف نشاطها مباشرة بعد اندلاع ثورة التحرير الجزائرية حينما تم إغلاق الزاوية من طرف الاحتلال الفرنسي للجزائر الذي دمرها عن آخرها سنة 1956م مباشرة بعد انعقاد مؤتمر الصومام.
فما كان من أغلب الطلبة إلا الالتحاق بصفوف الثورة التحريرية الجزائرية كمجاهدين وقضاة شرعيين.

## شيوخ الزاوية
| رقم | الشيخ               | البداية | النهاية |
| --- | ------------------- | ------- | ------- |
| 01  | عبد القادر الحمامي  | 1874م   | 1934م   |
| 02  | أحمد الحمامي        | 1934م   | 1942م   |
| 03  | محمد الحمامي        | 1942م   | 1958م   |
| 04  | عبد الرحمان الحمامي | 1958م   | 1972م   |
| 05  | عبد اللطيف الحمامي  | 1972م   | 2003م   |

## مكتبة الصور

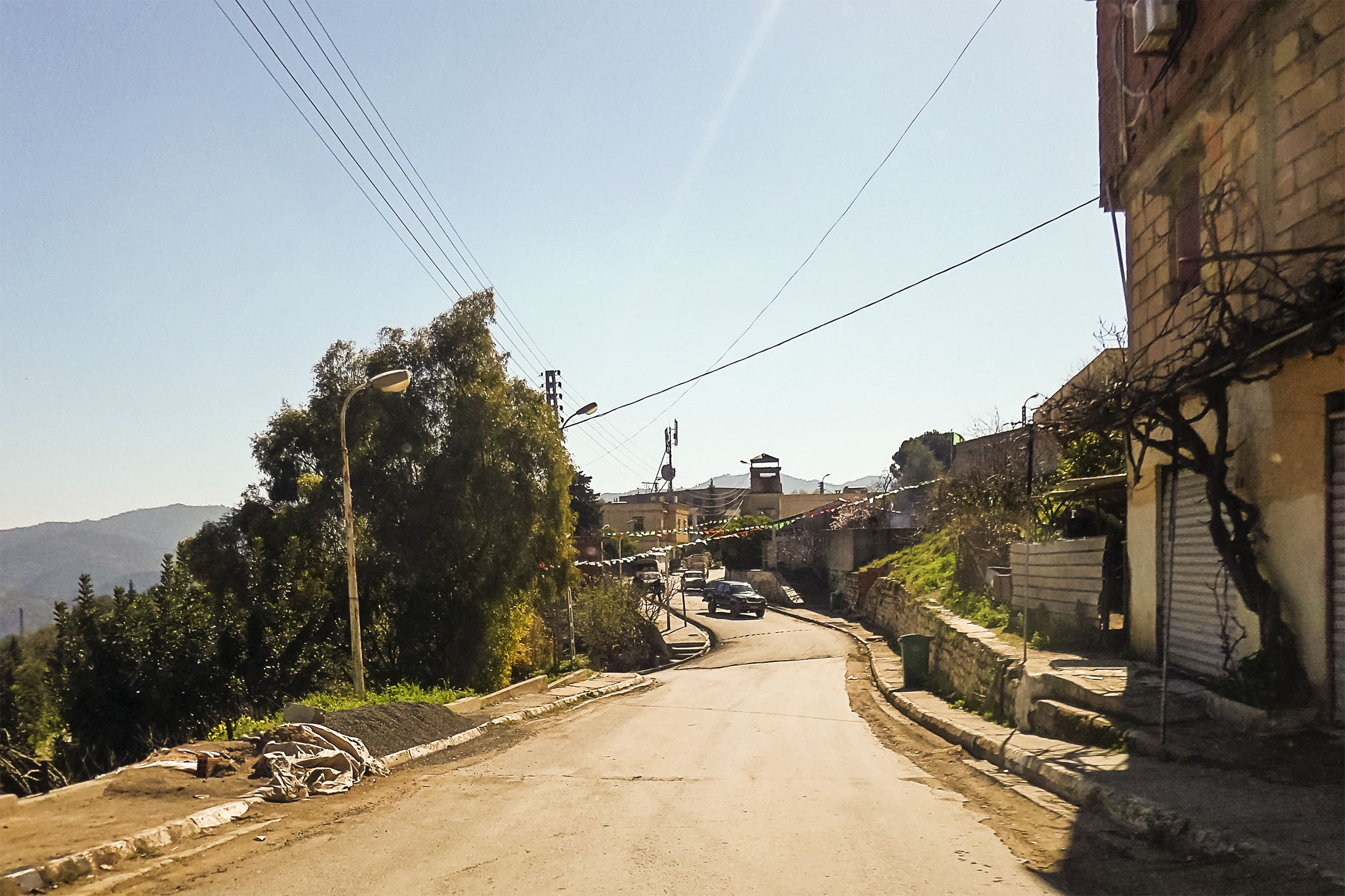
معالة
معالة في دائرة الأخضرية
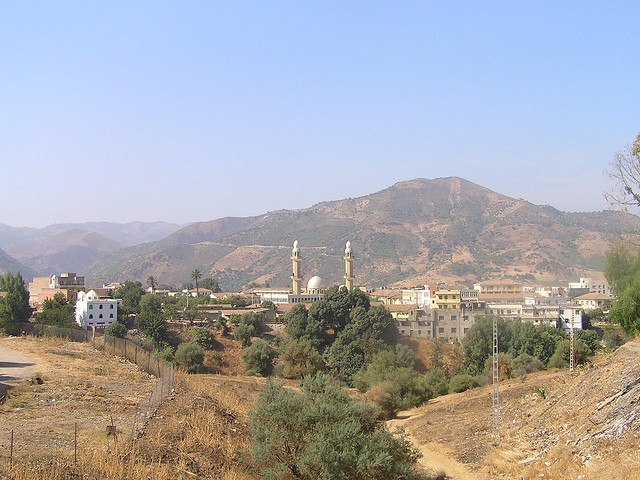
مدينة الأخضرية
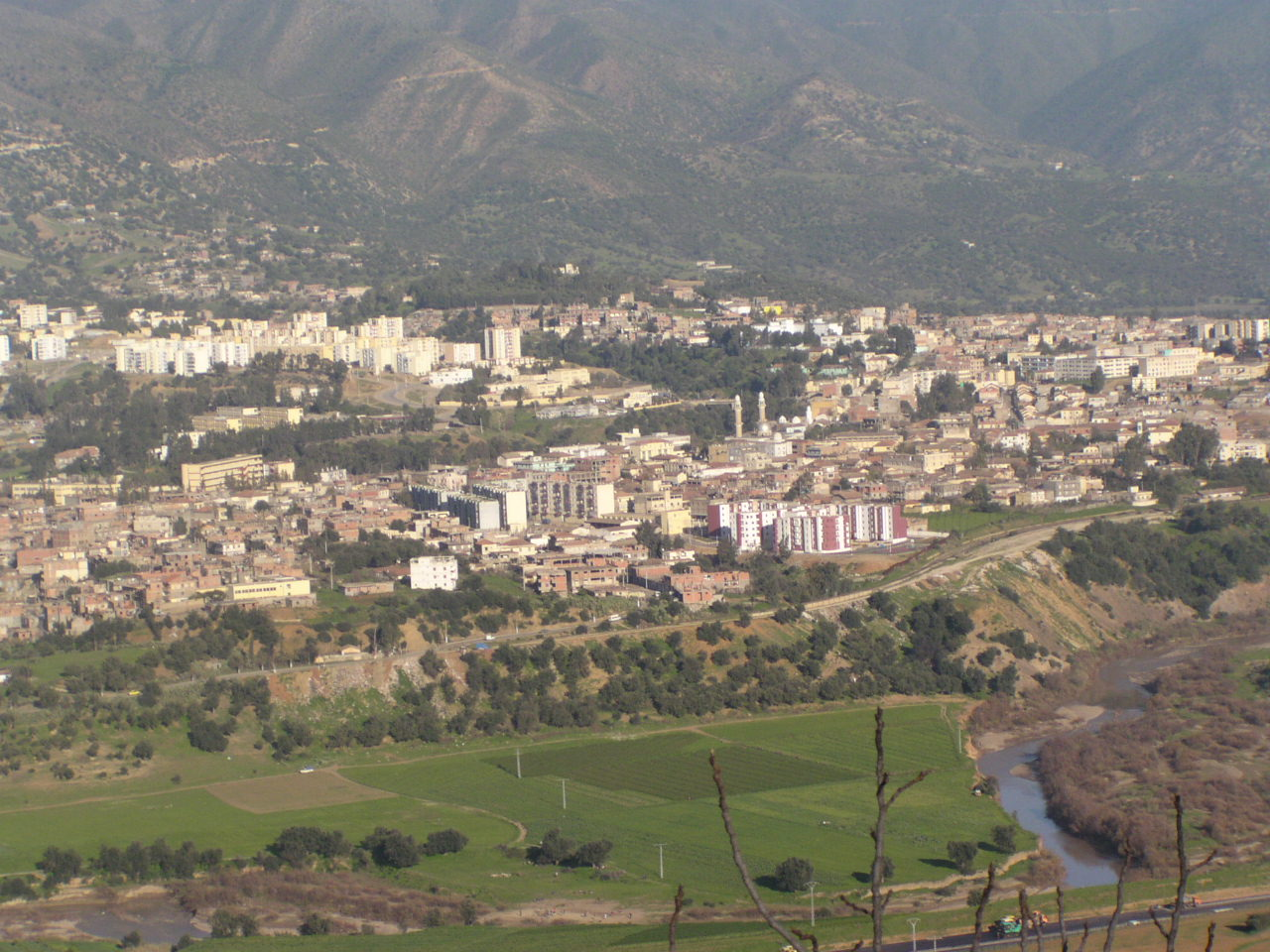
مدينة الأخضرية
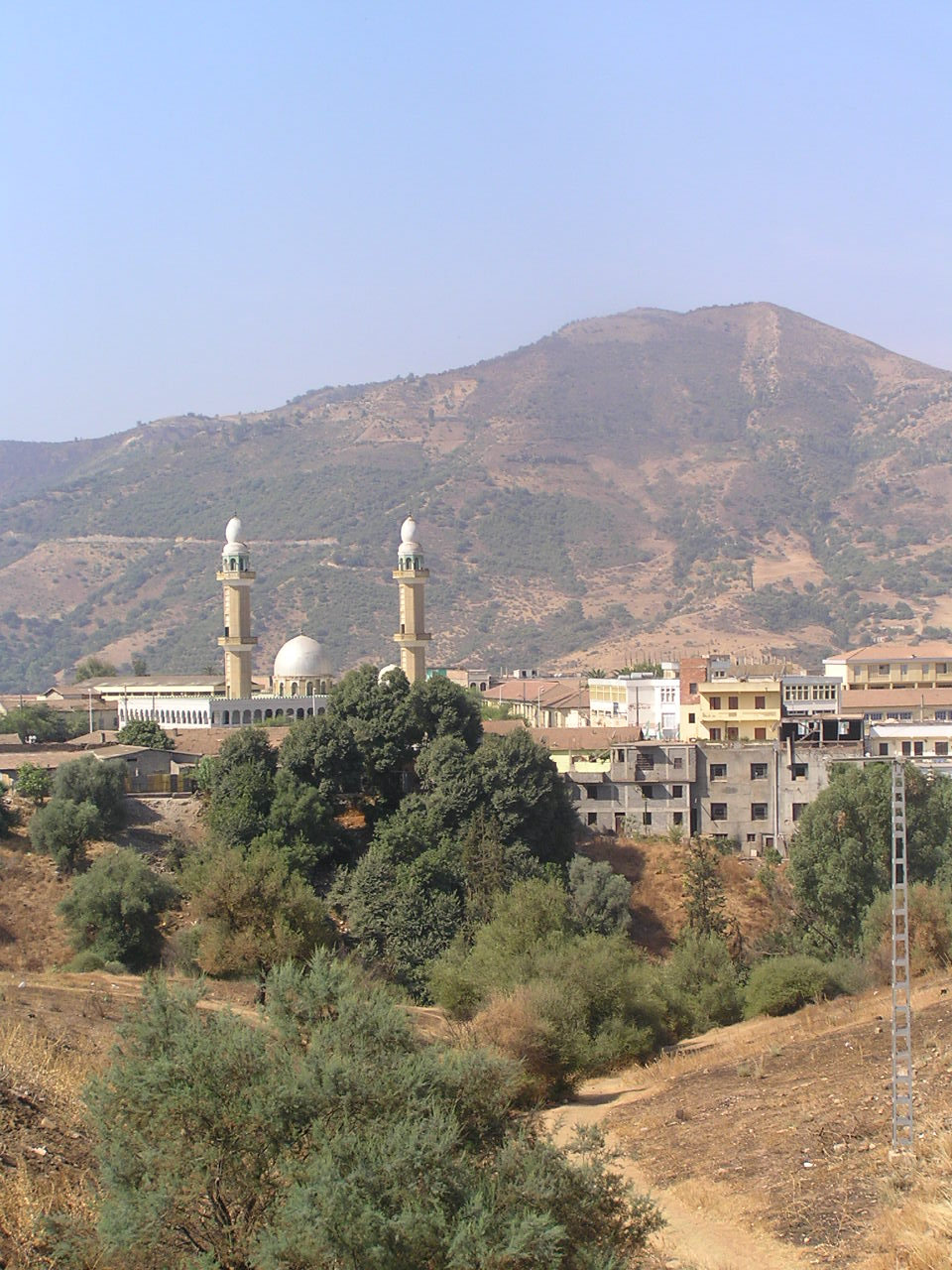
مدينة الأخضرية
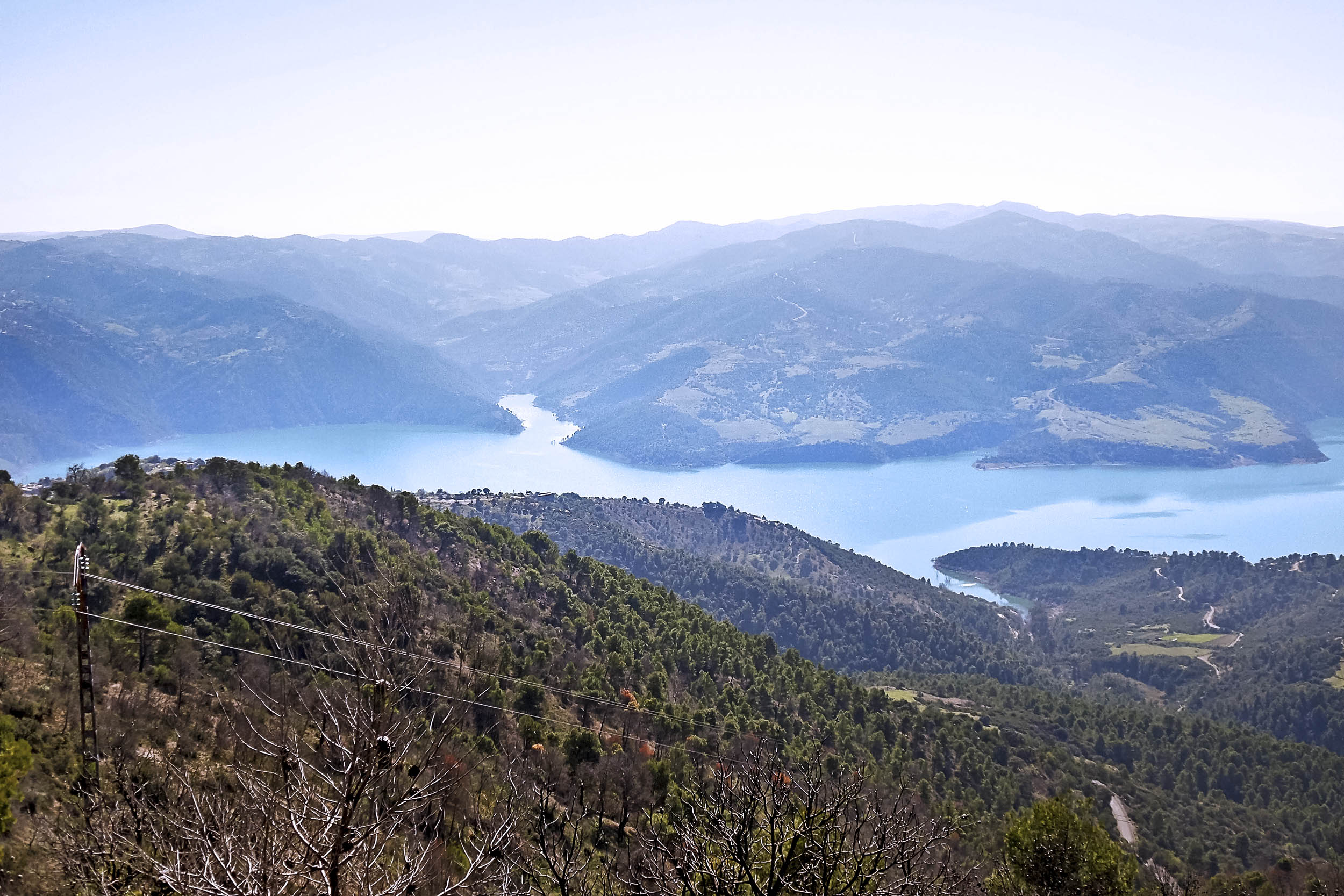
سد كدية أسردون قرب معالة
معالة في ولاية البويرة
معالة في دائرة الأخضرية
معالة جنوب جبل بوزقزة

## الموقع
تقع «زاوية الحمامي» على بُعد 3 كلم عن الطريق الوطني رقم 5 في ولاية البويرة وعلى بعد 3 كلم إلى الجنوب من مدينة الأخضرية، وعلى بعد 2 كلم إلى الجنوب الغربي من الطريق السيار شرق-غرب.
وهذا الموقع الرائع قرب جبال الخشنة وجبال جرجرة يجعل منه موقعا استراتيجيا.
تقع «زاوية معالة» على بعد 55 كلم إلى الشرق من مدينة الجزائر، و30 كلم إلى الجنوب من مدينة بومرداس، و48 كلم إلى الغرب من مدينة تيزي وزو، و30 كلم إلى الشمال الغربي من مدينة البويرة.

## أعلام الزاوية
- علي بوسحاقي.
- مسعود فضيل.[21]
- عطية بن محمد مسعودي.[22]
- محمد الصغير بوسحاقي.
- الشهيد سي عمر مصباحي.
- الشيخ سي موح الرابطي.
- إبراهيم بوسحاقي.
- محمد بن عبد القادر رحو.[23]

### مواضيع ذات صلة
- المرجعية الدينية الجزائرية
- وزارة الشؤون الدينية الجزائرية
- الحزب الراتب: الحزاب - الباش حزاب - السلكة - الشيخ - المريد - الورد - الوارد
- الزوايا في الجزائر
- الطريقة الرحمانية
- زاوية سيدي بوخروبة
- زاوية سيدي سالم بن مخلوف
- زاوية سيدي أمحمد بن عبد الرحمن الأزهري
- زاوية الهامل
- زاوية سيدي بوسحاقي
- زاوية أولاد بومرداس
- طريقة صوفية
- صوفية
- تاريخ التصوف
- ولاية البويرة
- دائرة الأخضرية
- بلدية معالة

### فايسبوك
- زاوية الحمامي  على فيسبوك.

### فيديوهات
- تعريف بزاوية الهامل على يوتيوب
- تعريف بسيدي أمحمد بن عبد الرحمن الأزهري الزواوي على يوتيوب

### وصلات خارجية
- الموقع الرسمي لوزارة الشؤون الدينية والأوقاف الجزائرية